# Список колледжей и университетов Техаса
Ниже приведен список колледжей и университетов Техаса

## Государственные университеты
В Техасе находятся 36 государственных высших образовательных учреждений, из которых 32 входят в одну из шести систем университетов штата.

### Система Хьюстонского университета
Система Хьюстонского университета состоит из четырёх отдельных учебных учреждений, каждое из которых является автономным университетом и дает свои степени. Флагманским учреждением системы является Хьюстонский университет. Три остальные учреждения системы являются самостоятельными университетами, а не филиалами Хьюстонского. Каждый из университетов системы имеет собственные правила и критерии приёма абитуриентов.
| Университет                         | Год основания | Абитуриентов (осень 2012) | Площадь в акрах | Процент поступивших (осень 2012) | Средства         | Затраты на научные исследования(2011) | Классификация Карнеги                                            | Рейтинг «U.S. News»                       |
| ----------------------------------- | ------------- | ------------------------- | --------------- | -------------------------------- | ---------------- | ------------------------------------- | ---------------------------------------------------------------- | ----------------------------------------- |
| Хьюстонский университет             | 1927          | 40 747                    | 667             | 55,9 %                           | $589,8 миллионов | $127,5 миллионов                      | Исследовательский университет (Очень высокая научная активность) | 184 в рейтинге национальных университетов |
| Хьюстонский университет в Клир-Лейк | 1971          | 8153                      | 524             | Нет данных                       | $22,6 миллионов  | $2,2 миллионов                        | Магистерский (большой выпуск)                                    | Неранжированный региональный университет  |
| Хьюстонский университет в даунтауне | 1974          | 13 916                    | 20              | 90,3 %                           | $34,7 миллионов  | $1,5 миллионов                        | Бакалаврский - различные области                                 | 26-й в рейтинге региональных колледжей    |
| Хьюстонский университет в Виктории  | 1971          | 4335                      | 20              | 84,6 %                           | $15,2 миллионов  | $1,2 миллионов                        | Магистерский (большой выпуск)                                    | Региональный университет второго класса   |

### Система университетов Северного Техаса
| Университет                            | Год основания | Абитуриентов | Площадь в акрах | Средства       | Затраты на научные исследования(2011) | Классификация Карнеги      |
| -------------------------------------- | ------------- | ------------ | --------------- | -------------- | ------------------------------------- | -------------------------- |
| Университет Северного Техаса           | 1890          | 33 422       | 860             | $100 миллионов |                                       | Высокая научная активность |
| Университет Северного Техаса в Далласе | 2000          | 2040         | 246             |                |                                       |                            |

### Система техасских университетов
В Систему Техасского университета входят следующие учебные учреждения:
| Университет                              | Год основания | Абитуриентов | Площадь в акрах | Средства                                        | Затраты на научные исследования(2011) | Классификация Карнеги            |
| ---------------------------------------- | ------------- | ------------ | --------------- | ----------------------------------------------- | ------------------------------------- | -------------------------------- |
| Техасский университет в Арлингтоне       | 1895          | 33 439       | 420             | $79 миллионов                                   |                                       | Высокая научная активность       |
| Техасский университет в Остине           | 1883          | 51 112       | 350             | $6 миллиардов ($17,1 миллиардов на всю систему) |                                       | Очень высокая научная активность |
| Техасский университет в Далласе          | 1969          | 19 727       | 445             | $273,5 миллионов                                |                                       | Высокая научная активность       |
| Техасский университет в Эль-Пасо         | 1914          | 22 749       | 420             | $153 миллионов                                  |                                       | Высокая научная активность       |
| Техасский университет в Сан-Антонио      | 1969          | 30 474       | 747             | $97,4 миллионов                                 | $78 миллионов                         | Высокая научная активность       |
| Техасский университет в Тайлере          | 1971          | 5064         | 207             | $60 миллионов                                   |                                       | Магистерский (большой выпуск)    |
| Техасский университет Пермского бассейна | 1973          | 3177         | 564             | $17 миллионов                                   |                                       | Магистерский (средний выпуск)    |
| Техасский университет долины Рио-Гранде  | 2013          | 28 644       | 641             | $536 миллионов                                  |                                       | Магистерский (большой выпуск)    |

1. ↑  Университет был формально основан в 2013 и полностью введён в строй в 2015 году, был сформирован слиянием Техасского университета Пан-Американ, основанного в 1927 году, и Техасского университета в Браунсвилле, основанного в 1991 году.
2. 1 2 3  The University of Texas Rio Grande Valley INSTITUTIONAL SUMMARY 2018-2019 (англ.) (PDF). Дата обращения: 23 апреля 2019. Архивировано 23 апреля 2019 года.

### Система техасских университетов A&M
В cистему Техасского университета A&M входят следующие учебные заведения:
| Университет                                    | Год основания | Абитуриентов        | Площадь в акрах | Средства                         | Затраты на научные исследования(2011) | Классификация Карнеги            |
| ---------------------------------------------- | ------------- | ------------------- | --------------- | -------------------------------- | ------------------------------------- | -------------------------------- |
| Международный Техасский университет A&M        | 1969          | 6853                | 300             |                                  |                                       | Магистерский (большой выпуск)    |
| Техасский университет A&M                      | 1876          | 59 335              | 5500            | $11,6 миллиарда (на всю систему) |                                       | Очень высокая научная активность |
| Техасский университет A&M в Коммерсе           | 1889          | 10 647 (осень 2010) |                 | $13 миллионов                    |                                       | Докторский/исследовательский     |
| Техасский университет A&M в Корпус-Кристи      | 1947          | 10 169              | 240             |                                  |                                       | Докторский/исследовательский     |
| Техасский университет A&M в Сан-Антонио        | 2009          | 3500                |                 |                                  |                                       |                                  |
| Техасский университет A&M в Кингсвилле         | 1925          | 6737                | 1600            |                                  |                                       | Докторский/исследовательский     |
| Университет A&M в Прейри-Вью                   | 1875          | 8608                | 1440            | $34 миллионов                    |                                       | Магистерский (большой выпуск)    |
| Тарлтонский университет                        | 1899          | 9462                | 1973            |                                  |                                       | Магистерский (большой выпуск)    |
| Техасский университет A&M в Тексаркане         | 1971          | 1950                |                 |                                  |                                       | Магистерский (большой выпуск)    |
| Университет A&M западного Техаса               | 1910          | 7843                | 135             |                                  |                                       | Магистерский (большой выпуск)    |
| Техасский университет A&M в центральном Техасе | 2009          | 2173                | 672             |                                  |                                       |                                  |

### Система университетов штата Техас
| Университет                               | Год основания | Абитуриентов | Площадь в акрах | Средства         | Затраты на научные исследования(2011) | Классификация Карнеги         |
| ----------------------------------------- | ------------- | ------------ | --------------- | ---------------- | ------------------------------------- | ----------------------------- |
| Университет Ламара                        | 1923          | 14 522       | 270             | $87 миллионов    |                                       | Докторский/исследовательский  |
| Государственный университет Сэма Хьюстона | 1879          | 17 618       | 272             | $48,3 миллионов  |                                       | Докторский/исследовательский  |
| Государственный университет Сала Росса    | 1917          | 2047         | 647             | $9,7 миллионов   |                                       | Магистерский (большой выпуск) |
| Университет штата Техас                   | 1899          | 34 133       | 457             | $119,7 миллионов |                                       | Магистерский (большой выпуск) |

### Система техасских технологических университетов
| Университет                           | Год основания | Абитуриентов | Площадь в акрах | Средства       | Затраты на научные исследования(2011) | Классификация Карнеги         |
| ------------------------------------- | ------------- | ------------ | --------------- | -------------- | ------------------------------------- | ----------------------------- |
| Государственный университет Анджело   | 1928          | 7084         | 268             | $113 миллионов |                                       | Магистерский (средний выпуск) |
| Техасский технологический университет | 1923          | 32 327       | 1839            | $963 миллиона  |                                       | Высокая научная активность    |

### Независимые государственные университеты
| Университет                                 | Год основания | Абитуриентов | Площадь в акрах | Средства        | Затраты на научные исследования(2011) | Классификация Карнеги         |
| ------------------------------------------- | ------------- | ------------ | --------------- | --------------- | ------------------------------------- | ----------------------------- |
| Государственный университет Среднего Запада | 1922          | 7000         | 255             |                 |                                       | Магистерский (средний выпуск) |
| Государственный университет Стивена Остина  | 1923          | 12 772       | 406             | $18,2 миллионов |                                       | Магистерский (большой выпуск) |
| Южный техасский университет                 | 1927          | 9646         | 150             |                 |                                       | Докторский/исследовательский  |
| Женский техасский университет               | 1901          | 14 176       | 255             |                 |                                       | Докторский/исследовательский  |

## Крупные частные университеты и колледжи
| Университет                        | Год основания | Абитуриентов | Площадь в акрах | Средства      | Затраты на научные исследования(2011) | Классификация Карнеги            |
| ---------------------------------- | ------------- | ------------ | --------------- | ------------- | ------------------------------------- | -------------------------------- |
| Бэйлорский университет             | 1845          | 15 195       | 800             | 1,2 миллиарда |                                       | Высокая научная активность       |
| Университет Райса                  | 1912          | 6082         | 295             | 4,5 миллиарда |                                       | Очень высокая научная активность |
| Южный методистский университет     | 1911          | 12000        | 230             | 1,4 миллиарда |                                       | Высокая научная активность       |
| Техасский христианский университет | 1873          | 9518         | 325             | 1,2 миллиарда |                                       | Докторский/исследовательский     |